# Walter Blandford
Walter Blandford (1616 à Melbury Abbas, Dorset, Angleterre - 1675) est un universitaire et évêque anglais.

## Biographie
Membre du Wadham College d'Oxford au moment de la visite parlementaire de 1648, il fait suffisamment de compromis pour conserver son poste et est nommé aumônier de John Lovelace (2e baron Lovelace). Plus tard, il succède à John Wilkins en tant que directeur du Wadham College de 1659 à 1665. Il est vice-chancelier de l'Université d'Oxford en 1662 et réussit à instaurer un certain calme après les turbulences qui ont accompagné la Restauration de 1660.
Il devient évêque d'Oxford en novembre 1665 (sa nomination étant la première annonce dans la première édition de l'Oxford Gazette, plus tard la London Gazette) et évêque de Worcester en 1671. Il est également nommé greffier du cabinet en 1668 (jusqu'en 1669) et doyen de la chapelle royale en 1669, servant jusqu'en 1675.
Il occupe également une série de postes comme aumônier, d'abord avec John Lord Lovelace. Il est aumônier de Sir Edward Hyde, plus tard comte de Clarendon et homme d'État très influent. Il est également l'un des évêques amenés dans la maison de la fille de Hyde, Anne, duchesse d'York. Suivant dans cette position George Morley, Blandford n'a pas plus de succès que d'autres pour empêcher la conversion finale de la duchesse au catholicisme,.